# Michael Musmanno
Michael Angelo Musmanno (Condado de Allegheny, Pensilvania; 7 de abril de 1897-Pittsburgh, Pensilvania; 12 de octubre de 1968) fue un jurista, político y oficial de la marina estadounidense. Procedente de una familia de inmigrantes, empezó a trabajar como cargador de carbón a los 14 años. Tras servir en el Ejército de Estados Unidos en la Primera Guerra Mundial, se licenció en Derecho por la Universidad de Georgetown. Durante casi dos décadas, desde principios de la década de 1930, ejerció de juez en los tribunales del condado de Allegheny (Pensilvania). Al ingresar en la Marina de los Estados Unidos durante la Segunda Guerra Mundial, sirvió en el sistema de justicia militar.
Tras la guerra, en 1946, Musmanno fue gobernador militar de un distrito ocupado en Italia. A partir de 1947, presidió el juicio a los Einsatzgruppen en el tribunal militar estadounidense de Núremberg. En 1948, realizó entrevistas con varias personas que habían trabajado estrechamente con Adolf Hitler. En 1950 publicó un libro basado en sus investigaciones, en el que sostenía que Hitler se había suicidado en Berlín en 1945.
En 1951, Musmanno fue elegido juez del Tribunal Supremo de Pensilvania, donde ejerció hasta su muerte en 1968. Estableció un récord en cuanto al número de opiniones disidentes presentadas. Además de su larga carrera judicial y sus contribuciones en la posguerra en Europa, escribió dieciséis libros y muchos artículos relacionados con sus casos judiciales y su carrera profesional. En sus escritos expresó su simpatía por los trabajadores y su profundo interés por los italianos en Estados Unidos, ya que él mismo tenía ascendencia italiana.
Considerado como un "inconformista en la corte", Musmanno era conocido por defender a Sacco y Vanzetti, así como por ser anticomunista y por apoyar los derechos civiles. En 1966, en respuesta a las nuevas pruebas de la colonización nórdica de América del Norte (c. 1000), publicó un libro en el que sostenía que Cristóbal Colón fue el primer europeo en descubrir las Américas. Murió el Día de la Raza de 1968. En el momento de su muerte, se le consideraba "una de las figuras más respetadas y pintorescas de Pensilvania". Musmanno está enterrado en el Cementerio Nacional de Arlington.

## Primeros años y educación
Musmanno nació en Stowe Township, en el condado de Allegheny (Pensilvania), un barrio industrial situado a pocos kilómetros al oeste de Pittsburgh, en el seno de una familia de etnia italiana originaria de Noepoli (Basilicata). Trabajó con su padre en las minas de carbón, empezó a estudiar derecho en la Universidad de Georgetown en 1915, y lo dejó para servir como soldado de infantería en la Primera Guerra Mundial antes de volver a obtener una licenciatura en Derecho en 1918 en Georgetown. Después obtuvo una licenciatura y una maestría en la Universidad George Washington, y dos maestrías en Derecho en la Facultad de Derecho de la Universidad Nacional (que posteriormente se fusionó con la Facultad de Derecho de la Universidad George Washington). Se convirtió en abogado laboralista y siempre mantuvo su simpatía por el trabajador.

## Carrera

### Política y poder judicial
Después de ejercer la abogacía en 1923 en su municipio natal, Stowe Township, Musmanno se dedicó también a la política. Musmanno tuvo éxito en casos civiles en los que logró que el jurado se pusiera de su lado con sus discursos persuasivos y dramáticos. En 1926, se presentó a las elecciones a la Cámara de Representantes de Pensilvania por el partido republicano, pero perdió. Como estaba realmente interesado en la situación del trabajador, y simpatizaba con los italoestadounidenses y otras minorías étnicas que trabajaban en gran número en las industrias de Pensilvania, Musmanno se ofreció como abogado de apelación durante el caso Sacco-Vanzetti y se trasladó a Boston. Los hombres fueron condenados en 1921, en un ambiente de sentimiento antiinmigrante. Las apelaciones confirmaron la decisión del tribunal inferior, y Sacco y Vanzetti fueron condenados a muerte en 1927. Atormentado por el desarrollo del juicio, Musmanno escribió After Twelve Years (1939), un libro sobre el caso, así como dos artículos en 1963, publicados en The New Republic y la Kansas Law Review.
Tras su regreso, Musmanno fue elegido en 1928 como legislador estatal republicano por Pensilvania, sirviendo en la Cámara de Representantes de Pensilvania. Fue reelegido en 1930.
Cuando el minero John Barkoski fue golpeado hasta la muerte en Imperial, Pensilvania, en 1929, por la Policía del Carbón y el Hierro durante una huelga, Musmanno se indignó y, como legislador estatal, presentó un proyecto de ley para desterrar esta fuerza policial privada. El proyecto de ley fue vetado por el gobernador republicano de Pensilvania, lo que provocó la dimisión de Musmanno. Publicó un relato corto sobre el caso, titulado "Jan Volkanik". Éste fue adaptado en parte como base de la película "Black Fury" (1935), protagonizada por Paul Muni en el papel de un minero del carbón, y con un guion escrito por Abem Finkel y Carl Erickson. Fue dirigida por Michael Curtiz.
En la década de 1920, también publicó "Propuestas de enmiendas a la Constitución" en el New York Times, que luego se transformó en un libro.
Un evento significativo en la carrera de Musmanno fue como abogado defensor de Sacco y Vanzetti. Defendió a los dos anarquistas de forma gratuita (pro bono) porque creía que fueron tratados injustamente. El propio Musmanno se opuso a la ideología de los anarquistas. Creía que Sacco y Vanzetti eran víctimas de una guerra de clases contra los inmigrantes italianos por parte de políticos corruptos. La ejecución de Sacco y Vanzetti llevó a Musmanno a hacer campaña contra la pena de muerte y oponerse públicamente a la pena de muerte por el resto de su vida.
En 1931, Musmanno se convirtió en el juez más joven del tribunal del condado de Allegheny; fue nominado tanto por los demócratas como por los republicanos y respaldado por las organizaciones sindicales. Se pasó al Partido Demócrata en 1932 mientras hacía campaña por Franklin D. Roosevelt como presidente. En 1933, fue juez del Tribunal de Causas Comunes del condado de Allegheny.
Su oposición a la pena de muerte estuvo particularmente motivada por el peligro de asesinato judicial. Antes de la guerra (desde 1932) fue juez del Tribunal de Causas Comunes del Condado de Allegheny en Pensilvania. Musmanno trabajó como escritor (publicó 16 libros) y fue actor de teatro. Representó a los republicanos durante dos mandatos (las elecciones de 1928 y 1930) en la Asamblea del Estado de Pensilvania. Trabajó allí para abolir la Policía del Carbón y el Hierro, una fuerza de vigilancia privada acusada de hostigar a los trabajadores.

### Segunda Guerra Mundial
En 1943, durante la Segunda Guerra Mundial, Musmanno ingresó en la Marina de los Estados Unidos como oficial de línea asignado como abogado militar, ya que la Marina aún no había formado su propio Cuerpo de Abogados Generales (una medida que no se adoptó hasta 1967). Como tal, llegó a alcanzar el rango de contralmirante. Sirvió como Gobernador Militar Aliado de la Península Sorrentina en Italia.
Musmanno hizo el servicio militar durante la Primera Guerra Mundial, sin ser enviado al campo de batalla en Europa. Durante la Segunda Guerra Mundial fue capitán (equivalente a coronel en el ejército) en la Marina de los EE. UU., ascendido posteriormente a contralmirante (equivalente a contralmirante o mayor general). Fue herido dos veces y recibió el Corazón Púrpura. Participó en las batallas de Italia en 1943, entre otras cosas, en el estado mayor del general Mark Clark y estuvo presente en la capitulación oficial de Italia. Después de que los Aliados capturaron Sorrento, Musmanno fue nombrado Administrador Militar Aliado para la Península Sorrentina entre el Golfo de Salerno y el Golfo de Nápoles (su familia había emigrado de esta zona). Debido a irregularidades en su administración de Sorrento, después de seis meses fue transferido al estado mayor del general Mark Clark en Austria. En Viena, trabajó como juez y evaluó las demandas soviéticas de repatriación forzosa de personas.
El argumento de Musmanno de que el cuerpo de Hitler nunca llegó a producirse debido a la extensa quema ha sido secundado por la mayoría de los historiadores de la corriente principal. Musmanno también escribió un guion sobre el destino de Hitler, que esperaba que dirigiera Alfred Hitchcock. En 1980, los familiares de Musmanno donaron sus archivos a la Universidad Duquesne; en 2007, la escuela digitalizó el material de las entrevistas para un documental de la televisión alemana de 2010, cuya versión estadounidense se emitió en 2015.
En 1946, fue nombrado jefe de la Junta de Repatriación de Desplazados Soviéticos en Austria, compuesta por tres personas. Se opuso a la repatriación forzosa a la Unión Soviética de cosacos y refugiados, muchos de los cuales no querían ser repatriados. Consiguió ayudar a algunas de estas personas. Más tarde se supo que el gobierno de Stalin persiguió a muchos de estos repatriados, condenando a muchos al exilio interno o a los duros campos de trabajo del gulag de Siberia, donde murieron.

### Juicios de Núremberg
Musmanno fue trasladado de Viena a Núremberg donde participó en la preparación de los casos contra los almirantes Erich Raeder y Karl Dönitz. Musmanno llegó a Núremberg al mismo tiempo que la apertura de los Juicios de Núremberg. Telford Taylor, jefe de la oficina de crímenes de guerra de EE. UU. en Alemania, tuvo problemas para obtener jueces calificados para los juicios de Núremberg y Musmanno conoció a Taylor en relación con las entrevistas de Musmanno a los detenidos de septiembre de 1946 como parte del trabajo en un libro. Musmanno aceptó con entusiasmo la asignación del general Lucius D. Clay. El primer caso de Musmanno fue Milchprosessen (enero-abril de 1947) en el que escribió su propia justificación completa en apoyo de la decisión de la mayoría. Musmanno luego participó como juez en el juicio de Pohl y también escribió allí una justificación detallada que incluía, entre otras cosas, un relato completo de los campos de exterminio.
El juicio a los Einsatzgruppen fue el único de los juicios aliados que se ocupó únicamente del Holocausto y ha sido calificado como el mayor caso de asesinato de la historia. El caso fue contra los líderes más importantes de los Einsatzgruppen y estos fueron acusados de 1 millón de asesinatos. Durante el juicio de los Einsatzgruppen, a menudo se hizo cargo del interrogatorio de los testigos de la defensa cuando la acusación dirigida por Ben Ferencz se quedó corta. El interrogatorio de los testigos de la defensa lo suele hacer la acusación. En este proceso, Musmanno se caracterizó por dar mucho margen de maniobra a los defensores y permitiría tomar como prueba "la vida sexual de los pingüinos en la Antártida". El juez Musmanno era un católico devoto, opositor de principios a la pena de muerte, y pasó una semana de silencio en un monasterio antes de dictar sentencia. Se esperaba que dictara una sentencia de muerte y decidió la pena de muerte solo para aquellos acusados que admitieron el asesinato en la sala del tribunal. Ferencz no reclamó una oración específica, "Nunca pude encontrar una oración que se ajustara al crimen". Telford Taylor dio los argumentos finales de la acusación y Taylor pidió solo firmeza y no indulgencia por tal crimen. De las 175 páginas de la sentencia, 55 páginas eran discusiones sobre la autoridad legal, y los jueces señalaron que la fiscalía no inventó el asesinato como delito.
En 1948, Musmanno realizó entrevistas con varias personas que habían trabajado estrechamente con Adolf Hitler en los últimos días de la Segunda Guerra Mundial, en un intento de desmentir las afirmaciones sobre la huida de Hitler a pesar de su presunto suicidio al final de la batalla de Berlín. Estas entrevistas, realizadas con la ayuda de una intérprete simultánea llamada Elisabeth Billig, sirvieron de base para un artículo que Musmanno escribió en 1948 para The Pittsburgh Press, así como para su libro de 1950, Diez días para morir. En ambos, cita pruebas de que Hitler no pudo haber sobrevivido, incluyendo la muerte de su mano derecha, Joseph Goebbels, el testimonio de testigos oculares nazis que vieron a Hitler muerto (narrando el falso relato de su muerte por un disparo en la boca) y nazis que afirmaron que Hitler no utilizó dobles (desacreditando un doble de cuerpo que supuestamente se utilizó para ayudar a Hitler a escapar), así como una "mandíbula" encontrada por los asistentes dentales de Hitler (que se reveló en un libro soviético de 1968 que había sido cortada alrededor del proceso alveolar).
Musmanno testificó en el caso contra Adolf Eichmann en Jerusalén. Musmanno afirmó allí que Walter Schellenberg había dicho que Eichmann controlaba los Einsatzgruppen. Eichmann no tuvo nada que ver con los Einsatzgruppen como lo describió Musmanno en el libro The Eichmann Kommandos (1961). Musmanno afirmó falsamente que los Einsatzgruppen eran una invención de Eichmann y que los líderes eran responsables ante Eichmann. En relación con el caso Eichmann, Musmanno abogó por una corte penal internacional para criminales internacionales responsables de crímenes contra la humanidad.

### Carrera posterior
Musmanno intentó volver a la política, presentándose sin éxito a vicegobernador en 1950. Reanudó su carrera judicial.
En los años de la posguerra, Musmanno fue un firme anticomunista y un portavoz no oficial de la organización local Americans Battling Communism. Destacó por testificar a favor de la fiscalía en el caso de sedición anticomunista de 1950 contra Steve Nelson, que dirigía una rama regional del Partido Comunista Americano. Los comunistas habían vendido folletos políticos (disponibles en cualquier biblioteca) por 5,75 dólares a Musmanno, que declaró que su tienda era "el equivalente a un puesto de avanzada del Ejército Rojo". Nelson fue condenado inicialmente a 20 años de prisión, 10.000 dólares de multa y 13.000 dólares de costas procesales. El Tribunal Supremo de Estados Unidos acabó anulando el caso y las leyes antisedición de Pensilvania y de otros estados, afirmando que la ley federal prevalecía sobre la ley estatal por la que se procesaba a Nelson.
Musmanno se hizo famoso por su participación en el juicio de Nelson. En 1951 fue elegido juez del Tribunal Supremo de Pensilvania, donde ejerció desde 1952 hasta su muerte en 1968. Durante su larga carrera en el banquillo, "se hizo conocido como un defensor de los desvalidos".
También destacó por sus opiniones discrepantes; durante sus primeros 5 años en el Tribunal Supremo de Pensilvania, escribió más opiniones discrepantes que todos los demás jueces del tribunal habían escrito colectivamente en los 50 años anteriores. Cuando se le preguntó si leía las opiniones disidentes de Musmanno, el presidente del Tribunal Supremo de Pensilvania, Horace Stern, dijo que no estaba "interesado en la ficción actual". Sin embargo, no mucho después, el tribunal emitió una sentencia en la que participó este juez, y la redacción era indudablemente similar a la de una de las opiniones disidentes de Musmanno. En Perpetua v. Philadelphia Transportation Company, Musmanno escribió la opinión disidente, mientras que en Koehler v. Schwartz, escribió la opinión predominante, a la que se unió Stern. En un libro sobre demandas por daños personales y estos casos, el abogado Melvin Belli añadió que el presidente del Tribunal Supremo Stern "vivió para arrepentirse" de su comentario insultante.
En un caso, debido a que Musmanno no había distribuido una opinión disidente entre los demás jueces antes de presentarla, el artículo no se publicó en los informes oficiales del Estado de Pensilvania. Solicitó una orden judicial para exigir su publicación. El tribunal de primera instancia denegó el mandamiento. Cuando el Tribunal Supremo de Pensilvania vio el caso, Musmanno se representó a sí mismo como demandante; el Tribunal confirmó la decisión del tribunal inferior.
Aunque era una figura controvertida por este tipo de acciones, Musmanno destacaba por sus magníficas "credenciales pro-laborales". Además, durante la década de 1960 apoyó a los manifestantes por los derechos civiles.
Musmanno apareció como él mismo en el episodio del 12 de febrero de 1962 de To Tell the Truth. Recibió los cuatro votos.
Musmanno discrepó enérgicamente de una sentencia de 1966 que declaraba que el libro Trópico de Cáncer de Henry Miller no era obsceno. Escribió:

"Cáncer" no es un libro. Es un pozo negro, una cloaca abierta, un pozo de putrefacción, una reunión viscosa de todo lo que está podrido en los escombros de la depravación humana. Y en el centro de todo este desecho y hedor, embadurnándose de su más asquerosa inmundicia, chapotea, salta, retoza y se revuelca un espécimen bifurcado que responde al nombre de Henry Miller. Uno se pregunta cómo la especie humana ha podido producir un ser humano tan lascivo, repugnante y amoral como Henry Miller. Uno se pregunta por qué es recibido en la sociedad educada. ...

## Libros
Musmanno era un narrador dotado y escribió un total de dieciséis libros, algunos de los cuales reflejan sus casos judiciales. Describió el caso de sedición en su libro Across the Street from the Courthouse (1954). Otras obras incluyen una transcripción de 30 páginas de su debate de 1932 con Clarence Darrow sobre la inmortalidad en Pittsburgh, The Story of Italians in America (1965), y Glory & The Dream: Abraham Lincoln, Before and After Gettysburg (1967). En 1966 publicó una versión novelada de la película de 1935, Black Fury, del mismo nombre.
Musmanno estaba muy orgulloso de su herencia italiana. En 1966, fue autor del libro Columbus Was First (estilizado como Columbus WAS First), en el que sostenía que Cristóbal Colón fue el primer europeo en descubrir el Nuevo Mundo. Esto fue una reacción al descubrimiento arqueológico de L'Anse aux Meadows en Terranova y a las investigaciones académicas relacionadas que demostraban que los vikingos habían llegado a la costa noreste de Norteamérica casi 500 años antes de la época de Colón. Musmanno dudaba de que la exploración anterior hubiera tenido lugar, basándose en que el supuesto mapa de Vinlandia era una falsificación. Los estudiosos posteriores están de acuerdo en que el mapa es una falsificación, pero L'Anse aux Meadows es un lugar nórdico confirmado y fechado científicamente a principios del siglo XI.
El juez era católico de toda la vida y asistía a la iglesia Mount St. El 11 de noviembre de 1951, fue el primer orador laico que leyó desde el púlpito del edificio recién inaugurado.
Musmanno era intensamente religioso. La última de sus muchas opiniones disidentes fue contra la anulación de una condena por asalto/intento de violación en un caso en el que el juez de primera instancia instruyó al jurado para que buscara la guía de Dios para tomar su decisión. Escribió en su disidencia:

Temía que se llegara a esto. Se está convirtiendo en la moda de quitarle importancia a la invocación religiosa. Se publican libros en los que se pregunta si Dios ha muerto. Pues bien, Dios no ha muerto, y los jueces que critican la invocación de la asistencia divina más vale que empiecen a preparar un escrito para utilizarlo cuando se presenten ellos mismos ante el Tribunal Eterno de Justicia el día del juicio.

El juez Musmanno concluyó:

"Estoy perfectamente dispuesto a arriesgarme con [el juez de primera instancia] a las puertas de San Pedro y responder en nuestro 'voir dire' que siempre estuvimos dispuestos a invocar el nombre del Señor al buscar consejo para dictar una decisión grave en la tierra, que creo que es la de este caso".
Miserere nobis Omnipotens Deus!

### Ten Days to Die
Musmanno quería escribir un libro sobre la última fase de la guerra y, por lo tanto, quería entrevistar a figuras destacadas del régimen nazi. El acceso a los detenidos pasaba por Telford Taylor. De 1946 a 1948, Musmanno entrevistó a más de 200 personas que habían presenciado los últimos días de Hitler, incluida la secretaria Traudl Junge, la hermana de Eva Braun, Ilse y el líder de las Juventudes Hitlerianas, Artur Axmann. Algunas de las conversaciones fueron filmadas y las grabaciones se han conservado. Musmanno concluyó que no había duda de que Hitler se había quitado la vida y el material resultó en el libro Ten Days to Die (1951). Erich Maria Remarque adaptó el libro a un guion de la película alemana Der letzte Akt (1955) dirigida por Georg Wilhelm Pabst. Junge, Musmanno y Pabst se encontraron varias veces en 1954 en relación con los preparativos de la película. Musmanno tuvo varias conversaciones con Junge en 1948 en relación con él investigando las circunstancias que rodearon la muerte de Hitler. El libro de Joachim Fest Der Untergang (2002), que inspiró la película Der Untergang, se basa en material recopilado y producido por Musmanno y Hugh Trevor-Roper.